# Didelta
Didelta é um género botânico pertencente à família Asteraceae.